# Samuel Garth
Samuel Garth est un poète et médecin anglais, né dans le comté d’York en 1661 et mort le 18 janvier 1719. 

## Biographie
Il vint se fixer, en 1691, à Londres, où il se fit agréger au collège des médecins, propagea avec beaucoup de zèle la découverte de Harvey sur la circulation du sang, et fut le principal fondateur des dispensaires dans sa patrie. 
Membre du parti Whig, ami de Godolphin et de Marlborough, il resta fidèle à ces hommes d’État après leur disgrâce, se montra un des plus chauds partisans de la maison de Hanovre et devint, après l’avènement de George Ier au trône, premier médecin du roi, médecin général de l’année et baronnet. Ce fut Garth qui se mit à la tête d’une souscription pour faire élever à Dryden un monument à Westminster. Pope trouva en lui un zélé protecteur, et Addison un ami dévoué. Ce dernier ayant demandé un jour à Garth quelle était sa croyance religieuse, le médecin de George Ier répondit qu’il était de la religion des hommes sages. Pressé de s’expliquer plus clairement, il se borna à dire que les hommes sages gardent leur secret.
Garth s’est surtout fait connaître par un poème en six chants intitulé : The Dispensary (le Dispensaire), publié à Londres en 1609, et qui a eu de nombreuses éditions. Dans cet ouvrage, imité du Lutrin et rempli d’humour, il a couvert de ridicule les apothicaires de Londres, qui, dans un but intéressé, avaient fait tous leurs efforts pour empêcher l’établissement d’un dispensaire en 1688. Voici, traduits par Voltaire, les premiers vers de ce petit poème, beaucoup plus remarquables par la verve que par le goût :
Muse, raconte-moi les débats salutaires

Des médecins de Londres et des apothicaires.

Contre le genre humain si longtemps réunis.

Quel Dieu, pour nous sauver, les rendit ennemis ?

Comment laissèrent-ils respirer leurs malades,

Pour frapper a grands coups sur leurs chers camarades ?

Comment changèrent-ils leur coiffure en armet,

La seringue en canon, la pilule en boulet ?

Ils connurent la gloire ; acharnés l’un sur l’autre

Ils prodiguaient leur vie et nous laissaient la nôtre.
On a en outre de Garth un petit poème intitulé
Clarmont, des pièces fugitives, etc.